# 趙昶
趙 昶（ちょう ちょう、生没年不詳）は、北魏から北周にかけての官僚・軍人。字は長舒。本貫は天水郡顕親県。族弟は趙貴。

## 経歴
北魏の上洛郡太守の趙琛の子として生まれた。若くして明敏で、志操を持ち合わせていた。20歳のころには武勇と膂力で知られていた。孝昌年間、都督を初任とし、小平津に駐屯した。北中郎将の高千に重んじられ、高千が兗州刺史となると、趙昶はその下で臨渙郡と北梁郡の事務を代行した。535年（大統元年）、西魏が建国され、高千が陝県に駐屯すると、趙昶はその下で長史・中軍都督をつとめた。537年（大統3年）、宇文泰が恒農を平定すると、趙昶はその下で相府典籤に抜擢された。
543年（大統9年）、邙山の戦いで西魏が敗戦すると、清水県の氐の首長の李鼠仁が本拠地に逃げ帰り、反乱を起こした。隴右大都督の独孤信が軍を派遣して攻撃させたが、勝利できなかった。趙昶は自ら志願して李鼠仁のもとに使者として赴いた。趙昶は李鼠仁に面会し、利害を説いて降伏を勧めた。反乱者たちのある者は降伏を主張し、ある者は抗戦を主張していた。強硬な者が趙昶を斬り殺そうとしたが、趙昶は落ち着いた態度を崩さなかった。李鼠仁は感銘を受けて、一党を率いて降伏した。氐の梁道顕が反乱を起こし、南由を攻撃した。宇文泰が趙昶を派遣して説得させると、梁道顕らはみな降伏した。東秦州刺史の魏光が氐の首領40人あまりとその部落を華州に移すと、宇文泰は趙昶を都督としてかれらを監督させた。
汾州の胡族が反乱を起こすと、趙昶が派遣されて説得にあたった。西魏が軍を出して汾州胡を討つと、趙昶は先鋒となり、これを撃破した。功績により章武県伯に封じられた。
549年（大統15年）、趙昶は安夷郡太守に任じられ、長蛇鎮将を兼ね、帥都督の任を加えられた。安夷郡の氐族が反乱を起こすと、趙昶は主立った者20人あまりを斬ってこれを鎮圧した。大都督に任じられ、行南秦州事をつとめた。氐の首領の蓋鬧らが北谷に拠って反乱を起こすと、趙昶はこれを討って捕らえた。撫軍将軍の号を受け、通直散騎常侍の位を加えられた。550年（大統16年）、史寧とともに宕昌羌や獠を破った。武州刺史・車騎大将軍・儀同三司・都督武州諸軍事に任じられた。
恭帝初年、趙昶は驃騎大将軍・開府儀同三司の位を加えられた。潭水郡の羌が反乱を起こし、武陵郡と潭水郡の太守を殺害した。趙昶は儀同の駱天乂らの兵5000を率いてこれを鎮圧した。
北周の明帝初年、鳳州の仇周貢・魏興らが反乱を起こし、自ら周公を号し、8000人を集めた。反乱軍は広化郡を陥落させ、諸県を攻め落として、兵を分けて西に向かい、広業郡と修城郡を包囲した。広業郡太守の薛爽と修城郡太守の杜杲らが趙昶に救援を要請した。趙昶は杜杲に使者を派遣して救援を知らせようとしたが、その使者は仇周貢の仲間の樊伏興らに捕らえられた。樊伏興らは趙昶がやってくると知ると、修城郡の包囲を解き、泥功嶺に拠って、伏兵を設けて趙昶を待ち受けた。趙昶が泥功嶺に来ると、その伏兵に遭ったが、合戦してこれを破った。広業郡の包囲も解かれ、反乱軍は逃走した。趙昶はこれを追撃して泥陽川まで進軍し、凱旋した。
興州の段吒と下弁県・柏樹県の民が反乱を起こし、蘭皋戍を攻め落とした。氐の首長の姜多が厨中の氐や蜀を率いて落叢郡を攻め落とし、これに呼応した。趙昶は兵を率いて下弁県と柏樹県を平定し、段吒を斬った。陰平郡と盧北郡の氐が厨中の氐・蜀の反乱に呼応して起兵した。趙昶は精鋭の騎兵を選抜し、反乱軍の不意をついて厨中に進入した。大竹坪に到達して、7つの柵を連破し、その渠帥を殺害すると、陰平郡と盧北郡は降伏した。趙昶が凱旋すると、厨中の氐たちは再び反抗を再開した。趙昶は儀同の劉崇義と宇文琦を派遣して厨中の反乱を討たせると、反乱軍を撃破して、姜多と苻肆王らを斬った。
功績により長道郡公に爵位を進められ、宇文氏の姓を賜った。長安に召還されて賓部中大夫の位を受け、吏部尚書を代行した。まもなく病のために死去した。

## 伝記資料
- 『周書』巻33 列伝第25
- 『北史』巻69 列伝第57